# Lidia Blanco
Lidia Blanco Barros (Burgos, 21 de mayo de 1960) es una filóloga española, experta en cooperación cultural, directora de estrategia de la Asociación Amigos del Museo Reina Sofía de Madrid desde el año 2020.

## Formación académica
Concluyó sus estudios universitarios en Filología Semítica en la Facultad de Filosofía y Letras de la Universidad de Granada en el año 1983.
Estudió C.A.P. Formación Pedagógica. Francés. Instituto de Ciencias de la Educación. Universidad de Valladolid 1984.
Doctorado en Teoría Literaria. Facultad de Filosofía y Letras en la Universidad de Valladolid. 1986-1988. Investigadora 1990.
Años más tarde estudió un Máster en Periodismo y Comunicación científica, Tecnología, Medio Ambiente y Salud. Universidad Carlos III de Madrid (2017-2018)
Su formación académica fue complementada con una Licenciatura en Filología Árabe, además de numerosos cursos específicos de Gestión Cultural al Desarrollo, Gestión de Derechos Humanos, Programas y Proyectos de Cooperación. Completa su formación con el estudio de diversos idiomas que le facilitan el participar en congresos internacionales.

## Trayectoria profesional
Formó parte del equipo que creó la Casa de América en Madrid y coordinó el área cultural de esta institución desde el año 1991 hasta el año 2001.
Experta en cooperación al desarrollo y gestión cultural con amplia experiencia en Centro América y América del Sur. Entre los años 2001 al año 2014. fue Coordinadora General-Directora de unidades en el exterior de La Agencia Española de Cooperación Internacional para el Desarrollo (AECID) Esta institución es el principal órgano de gestión de la Cooperación Española en América Latina y El Caribe.

Dirigió el Centro Cultural de España en Buenos Aires desde el año 2004. En una amplia entrevista realizada en la revista Archivos del Sur en el año 2007, durante la etapa como directora en el CCEBA de Buenos Aires expone su proyecto y describe las actividades que desarrolló en el centro, tanto sobre artes visuales como literatura, y opinaba sobre la importancia de la cultura; según sus palabras.
La cultura, entendida como la herramienta imprescindible que tenemos a nuestro alcance para el cambio social, para romper moldes, para agrandar nuestra capacidad de comprensión, para ganar libertad en cada una de las facetas de nuestra vida.
Abordó el tema "Invisibilidades, sobrexposiciones y otros tiempos verbales", en la ponencia presentada durante una conferencia realizada en el marco del programa Curando Caribe II. Este es un programa de formación que el Centro León de Santo Domingo de la República Dominicana, realiza en coordinación con el Centro Cultural de España en esta ciudad. En esta entrevista en el Listín Diario de Santo Domingo, en el año 2017, describe la diversidad de las actividades programadas en diferentes países bajo su dirección.
Ha dirigido los Centros Culturales de la AECID en Brasil y San José de Costa Rica, así como el Centro de Formación de Cartagena de Indias en Colombia. Por su labor en la construcción de programas de equidad de género, diversidad étnica y racial, educación superior, entre otros, fue declarada en esta ciudad de Colombia Huésped Ilustre y recibió las llaves de la ciudad, cuando fue Directora del Centro de Formación de la Cooperación Española en Cartagena. Fue también Coordinadora General de Cooperación al Desarrollo para Venezuela y CARICOM.
En su trayectoria ha creado proyectos de investigación de actividades multidisciplinares, encuentros interculturales, ha impartido numerosos cursos, seminarios, conferencias en universidades e instituciones culturales.
En España participó en diversas actividades culturales como especialista en cooperación cultural y cooperación al desarrollo, entre otras muchas participó en Encuentros, Las ciudades posibles, organizado por Urbotopías en Sexto edificio del Museo de Pontevedra, con La cultura como motor de las ciudades. 
Comprometida feminista, participó en el Foro MAV 2019 organizado por la Asociación Mujeres en las Artes Visuales MAV, moderando la mesa de debate "Hacia nuevos paradigmas. Museos más feministas". Además, en la misma línea comprometida, publicó "Mitos femeninos que transformaron la visión cultural" publicado por Lectora, revista de dones Universidad de Barcelona, 2002. Dialnet ISSN 1136-5781.

## Publicaciones (selección)
- “Creación/Activación. Modos de gestión y formación en la música contemporánea. La trayectoria de Jorge Haro en Iberoamérica”. Plataforma Bogotá. Instituto Distrital de las Artes. Alcaldía Mayor de Bogotá, 2019
- “Diseños del natural. La diversidad Biológica al servicio de la aceleración Biomimética” Revista NaturalMente no 19. MNCN. Madrid, 2018
- “La investigación a pie de calle. Impulso a la Ciencia Ciudadana” Revista NaturalMente no 18. MNCN. Madrid, 2018
- “El día que nos hicimos contemporáneos. Un tango-Canción”. El Día que nos hicimos contemporáneos. XX Aniversario del MACD. Curaduría de Rosina Cazali. MACD, San José, Costa Rica 2016[14]
- “Bettie, Paula, Bunny y otras chicas del Pinup”. Cadáveres Exquisitos. Intervenciones sobre obituarios de periódicos 2001-2014. Txuspo Poyo. Dpto. de Educación, Política Lingüística y Cultura del Gobierno Vasco, 2015
- “Turismo Rural, una propuesta de desarrollo multifocal” (prólogo). Turismo Rural y en Áreas Protegidas. Coordinadores González Hernández, M.M., León González, C.J., de León Ledesma, J. y Moreno Gil, S., Editorial Síntesis, Madrid, 2013
- “El estado de la cultura y la cultura del Estado”. Cultura en un mundo global. Reflexiones sobre cultura y política internacional. Coord. Onaindia, J.M., Editorial Errepar, Buenos Aires 2011
- “Cooperación y Políticas Culturales. La invisibilidad de los Búmeran”. SIPPCI. Facultad de Ciencias Económicas.. Universidad Nacional de Córdoba. Argentina 2008
- “BsAs-Cabana-BsAs. Bitácora para Luis González Palma”. Las Palabras. CCEC, Argentina 2008
- “Ah, l’humanité”. ¿Qué es el Islam? Revista Cultural Ñ. Clarín. Buenos Aires, 2007 “De la utilidad del olvido y de los beneficios del contagio. Memoria y Patrimonio” IV Campus Euroamericano de Cooperación Cultural, 2005.
- “Mitos femeninos que transformaron la mirada cultural”. LECTORA. Revista de mujeres y textualidad. Universidad de Barcelona, 2002.
- “Arte Contemporáneo en Nueva York. Soho y todo a 100 o más”. Revista Lateral. 2000
- “Temporalidad en el texto narrativo: sus relaciones con el Punto de Vista”, en colaboración con Pilar Rubio Montaner. Tropelías. Revista de Teoría de la Literatura y Literatura Comparada. Universidad de Zaragoza 1997. ISSN 1132-2373,.[15]

## Reconocimientos
- Lazo de Dama de Isabel La Católica del Reino de España.
- Clamor Brzeska 2004 2008. Buenos Aires, Argentina.[16]
- Huésped Ilustre 2011 Cartagena de Indias, Colombia.[17][18][19]